# Monty Python and the Holy Grail
Monty Python and the Holy Grail (bra: Monty Python em Busca do Cálice Sagrado) é um filme de comédia britânico de 1975 escrito e realizado pelo Monty Python, sendo dirigido por Terry Gilliam e Terry Jones. Concebido durante o hiato entre a terceira e a quarta temporada da série de televisão da BBC Monty Python's Flying Circus, o filme é baseado de forma irónica na busca do Rei Artur pelo Santo Graal.
Monty Python and the Holy Grail arrecadou mais que qualquer filme britânico exibido nos Estados Unidos naquele ano. O filme foi classificado como "fresco" pelo site agregador de críticas Rotten Tomatoes, obtendo 97% de aprovação. Nos Estados Unidos, o filme foi considerado a segunda melhor comédia de todos os tempos no especial Best in Film: The Greatest Movies of Our Time, da ABC. No Reino Unido, os leitores da Total Film qualificaram o filme como a quinta melhor comédia de todos os tempos e uma votação semelhante com os telespectadores do Channel 4 colocou o filme em sexto lugar na lista de filmes mais engraçados no ano 2000.

## Enredo
No ano de 932 d.C., o Rei Artur e seu escudeiro, Patsy, viajam pela Grã-Bretanha em busca de homens para se juntar aos Cavaleiros da Távola Redonda. Ao longo do caminho, Arthur debate se andorinhas poderiam carregar cocos, relata o recebimento da Excalibur pela Dama do Lago, derrota o Cavaleiro Negro e observa um julgamento improvisado de uma bruxa. Ele recruta Sir Bedivere, o Sábio, Sir Lancelot, o Bravo, Sir Galahad, o Puro, Sir Robin, o Não-Tão-Valente-como-Sir-Lancelot e o Sir Não-Apareceu-Neste-Filme, junto com seus escudeiros e menestréis de Robin. Arthur conduz os cavaleiros para Camelot, mas, após um número musical, muda de opinião, considerando Camelot "um lugar bobo". Enquanto eles se afastam, Deus aparece e ordena que Arthur encontre o Cálice Sagrado.
Arthur e seus cavaleiros chegam a um castelo ocupado por soldados franceses, que afirmam ter o Graal e insultam os ingleses, levando-os de volta com uma enxurrada de animais jogados do alto do castelo (incluindo enormes vacas e várias aves). Bedivere trama um plano para entrar furtivamente usando um coelho gigante de madeira (referenciando o Cavalo de Troia), mas a trupe se esquece de ir para dentro dele e é forçada a fugir quando o gigante objeto é atirado de volta para eles do alto do castelo. Arthur decide que os cavaleiros devem seguir caminhos separados para procurar o Cálice. Um historiador moderno que filma um documentário sobre as lendas arturianas é morto por um cavaleiro a cavalo, desencadeando uma investigação policial.
Nas viagens dos cavaleiros, Arthur e Bedivere recebem instruções de um velho e tentam satisfazer os estranhos pedidos dos temidos Cavaleiros que dizem Ni. Sir Robin evita uma luta com um Cavaleiro de Três Cabeças fugindo enquanto as cabeças discutem. Sir Galahad é conduzido por um farol em forma de Cálice até o Castelo de Antraz, que está cheio de mulheres jovens, mas é "resgatado" por Lancelot, que recebe uma nota disparada por uma flecha do Castelo do Pântano. Acreditando que o bilhete é de uma senhora forçada a se casar contra sua vontade, ele invade o castelo e mata vários membros da festa de casamento, apenas para descobrir que o bilhete era de um príncipe afeminado.
Arthur e seus cavaleiros se reagrupam e são acompanhados por três novos cavaleiros, bem como o Irmão Maynard e seus irmãos monges. Eles encontram Tim, o Feiticeiro, que os direciona a uma caverna onde a localização do Cálice está escrita. A entrada da caverna é guardada pelo Coelho de Caerbannog. Subestimando o animal, os cavaleiros atacam, mas o coelho mata facilmente os Sirs Bors, Galvão e Heitor. Arthur usa a "Granada de Mão Sagrada de Antioquia", fornecida pelo Irmão Maynard, para derrotar a criatura. Dentro da caverna, eles encontram uma inscrição de José de Arimateia, direcionando-os ao Castelo Aarrgh.
Um monstro de caverna animado devora o irmão Maynard, mas Arthur e os cavaleiros escapam depois que o animador da criatura morre por ataque cardíaco. Os cavaleiros se aproximam da Ponte da Morte, onde o guardião da ponte os desafia a responder a três perguntas para passar, ou então seriam lançados na Garganta do Perigo Eterno. Lancelot responde facilmente às perguntas e cruza a ponte sem nenhum problema, mas Robin é derrotado por uma pergunta inesperadamente difícil, e Galahad falha em uma fácil; ambos são magicamente jogados no desfiladeiro. Quando o guardião da ponte faz uma pergunta obscura sobre as andorinhas a Artur, ele pede ao guardião da ponte que esclareça o que ele quer dizer; o guardião da ponte não consegue responder e é jogado na garganta em vez de Artur.
Arthur e Bedivere não encontram Lancelot, sem saber que a polícia que investigava a morte do historiador o prendeu. Os dois chegam ao Castelo Aarrgh, mas o encontram ocupado pelos soldados franceses. Depois de serem repelidos por chuvas de estrume, eles convocam um exército de cavaleiros e se preparam para atacar o castelo. Quando achamos que a luta vai acontecer, policiais contemporâneos interrompem a cena, prendendo Arthur e Bedivere. Um deles impede a câmera de continuar filmando a cena, quebrando-a e, desta maneira, encerrando o filme.

## Elenco
- Graham Chapman - Rei Artur / Deus / Cabeça do meio
- John Cleese - Cavaleiro Negro / Sir Lancelot, o Bravo / Tim
- Eric Idle - Sir Robin, o Não-tão-bravo-quanto-Sir Lancelot / Concorde / Irmão Maynard / Roger the Shrubber
- Terry Gilliam - Patsy / Cavaleiro verde / Sir Bors
- Terry Jones - Sir Bedevere / Príncipe Herbert (voz)
- Michael Palin - Dennis / Sir Galahad o Puro / Narrador / Rei do Castelo no Pântano / Irmão do Irmão Maynard / Líder dos Cavaleiros que falam ni!

## Produção

### Desenvolvimento

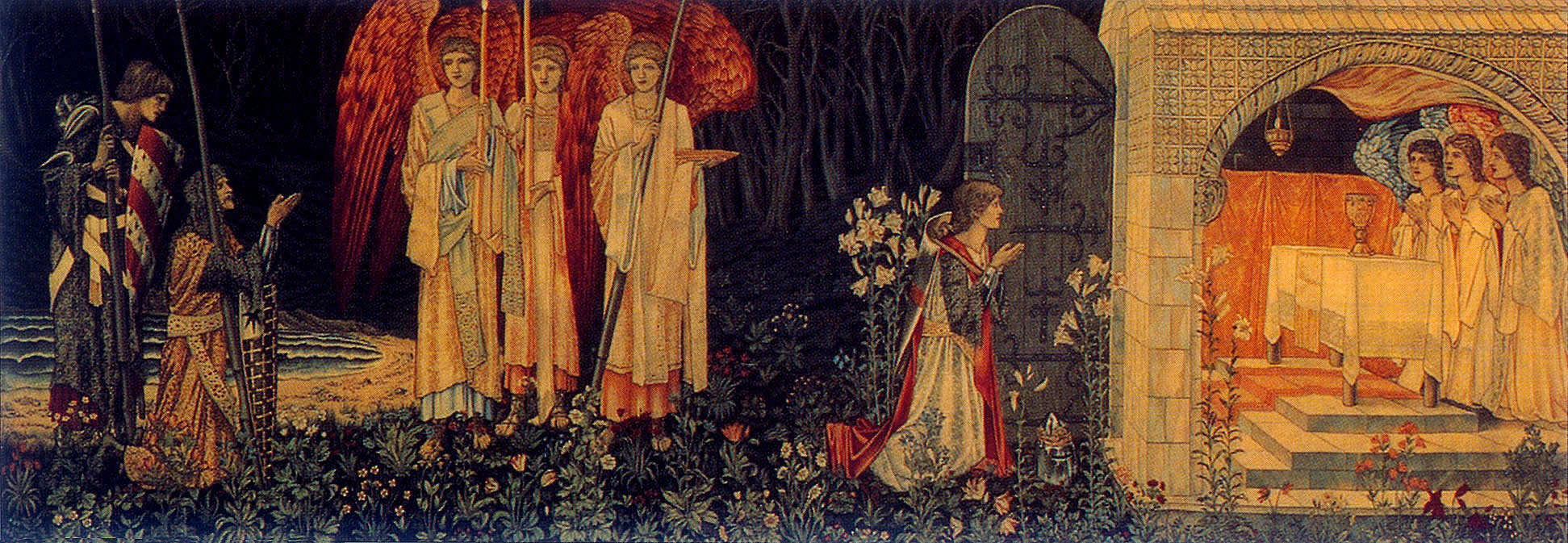
A lenda do Santo Graal forneceu um motivo unificador para o filme.

Quinze meses antes da BBC visitar o set em maio de 1974, o grupo Monty Python escreveu a primeira versão do roteiro. Originalmente, metade do material foi ambientado na Idade Média e metade nos dias atuais, mas o grupo optou por se concentrar na Idade Média, resolvendo a lenda do Santo Graal. Na quinta versão do roteiro, a história estava completa e o elenco brincou que o Graal nunca ser recuperado seria "uma grande decepção... um grande anti-clímax". Graham Chapman disse que o maior desafio foi incorporar cenas que não se encaixavam na busca do Santo Graal.
Nem Terry Gilliam nem Terry Jones haviam dirigido um filme antes e descreveram o trabalho neste filme como uma experiência de aprendizagem que levariam pra vida toda. O elenco descreveu como seria o humor e o estilo de direção iniciante como empregando o nível de desrespeito mútuo sempre encontrado no trabalho do Monty Python.
O orçamento inicial do filme, de aproximadamente 200.000 libras, foi aumentado convencendo dez investidores separados a contribuir com vinte mil libras cada. Três desses investidores foram as bandas de rock Pink Floyd, Led Zeppelin e Genesis, que foram persuadidas a ajudar a financiar o filme por Tony Stratton-Smith, diretor da Charisma Records (a gravadora que lançou os primeiros álbuns do grupo). De acordo com Terry Gilliam, os Pythons se voltaram para estrelas do rock como Pink Floyd, Led Zeppelin e Elton John para o setor financeiro, pois os estúdios se recusavam a financiar o filme e as estrelas do rock o consideravam "uma boa baixa de impostos" devido ao imposto de renda do Reino Unido ser "tão alto quanto 90%" na época.

### Filmagens
Monty Python and the Holy Grail foi filmado principalmente na Escócia, particularmente ao redor do Castelo de Doune, Glen Coe e do Castelo de Stalker, de propriedade privada. Os muitos castelos vistos ao longo do filme foram principalmente o Castelo Doune filmado de diferentes ângulos ou miniaturas penduradas. Todavia, existem várias exceções: o primeiro tiro exterior de um castelo no início do filme é o Castelo Kidwelly, no sul de Gales e o único tiro externo do Castelo do Pântano, durante o "Conto de Sir Lancelot" é o Castelo Bodiam, em East Sussex. Mais tarde, Terry Jones lembrou que a equipe havia selecionado mais castelos na Escócia para filmar, mas durante as duas semanas anteriores à filmagem das principais, o Departamento Escocês do Meio Ambiente recusou a permissão para o uso dos castelos em sua jurisdição, por medo de danos. No início de "O conto de Sir Robin", há uma câmera lenta aproximando o cenário rochoso (que na narração é descrita como "a floresta escura de Ewing"). Esta é realmente uma fotografia estática do desfiladeiro no Parque Nacional Mount Buffalo, em Victoria na Austrália. Doyle afirmou isso em 2000, durante uma entrevista à revista Hotdog.
Originalmente, os personagens cavaleiros montariam cavalos de verdade, mas depois que ficou claro que o pequeno orçamento do filme impedia cavalos reais (exceto um cavalo solitário aparecendo em algumas cenas), os Pythons decidiram que seus personagens iriam imitar andar a cavalo enquanto carregadores corriam atrás deles batendo cascas de coco. A piada foi derivada do efeito sonoro antiquado usado pelos programas de rádio para transmitir o som de cascos batendo. Isso foi mencionado mais tarde na versão alemã do filme, que traduziu o título como Die Ritter der Kokosnuß (Os Cavaleiros do Coco). Michael Palin interpreta doze personagens diferentes no filme.
Os créditos de abertura do filme apresentam legendas pseudo-suecas, que logo se tornam um apelo para visitar a Suécia e ver os alces do país. As legendas são interrompidas em breve, mas as referências a alces continuam ao longo dos créditos reais até que os créditos sejam interrompidos novamente e reiniciados em um estilo visual diferente e com referências a lhamas, animais frequentemente mencionados em Flying Circus. As legendas foram escritas por Michael Palin como uma maneira de "entreter o público 'cativo'" no início do filme.

## Lançamento
Monty Python and the Holy Grail teve sua estreia teatral no Reino Unido em 3 de abril de 1975, seguido de uma estreia nos Estados Unidos em 27 de abril de 1975. Foi relançado em 14 de outubro de 2015 nos cinemas britânicos.
O filme estreou na televisão em 25 de fevereiro de 1977 no CBS Late Movie. Todavia, os Pythons ficaram descontentes ao descobrir que uma série de edições foram feitas pela emissora para reduzir o uso de palavrões e a exibição de sangue. O grupo retirou os direitos do canal e, posteriormente, transmitiu nos Estados Unidos apenas na PBS e mais tarde em outros canais, como Comedy Central e IFC, sem cortes.
Em 2018, a Netflix adquiriu os direitos do filme e o colocou em seu catálogo (junto com seu sucessor, A Vida de Brian, e o Monty Python's Flying Circus), mas sem dublagem para outros países.

### Versão em DVD
Em 1999, quando o filme foi relançado em DVD sofreu uma leve censura do próprio grupo. Todo o capítulo de Sir Galahad no castelo Antraz foi refilmado com os atores originais visivelmente mais velhos. O motivo seria baixar a classificação indicativa, uma vez que a cena original de 1975 continha forte apelo sexual e garotas completamente nuas que foram substituídas.
Em comemoração ao seu 35° aniversário, o filme foi lançado em Blu-ray nos Estados Unidos em 6 de março de 2012.

## Recepção

### Críticas iniciais
As críticas na época de lançamento foram mistas. Vincent Canby, do The New York Times, escreveu em uma crítica favorável que o filme tinha "alguns pontos baixos", mas que também tinha piadas que eram "ininterruptas, ocasionalmente inspiradas e não deveriam ser divulgadas, embora não seja exagero dizer que eu particularmente gostei de uma sequência na qual os cavaleiros, para ter acesso a um castelo inimigo, tiveram a ideia de construir um coelho de Tróia". Penelope Gilliatt, do The New Yorker, chamou o filme de "muitas vezes imprudentemente engraçado e às vezes uma questão de gênio cômico".
Outras críticas foram mais negativas. A Variety escreveu que o enredo era "basicamente uma desculpa para peças de teatro, algumas divertidas, outras exageradas". Gene Siskel, do Chicago Tribune, deu ao filme duas estrelas e meia, escrevendo que ele achava que o filme "continha cerca de dez momentos muito engraçados e setenta minutos de puro silêncio. Muitas das piadas levaram muito tempo para serem criadas, uma característica compartilhada por Blazing Saddles e Young Frankenstein. Acho que prefiro ver o Monty Python em esquetes, em seu formato original de programa de televisão".

### Avaliações posteriores
Com o passar do tempo, a admiração ao filme cresceu e ele adquiriu o status de cult. Em 2000, os leitores da revista Total Film elegeram Monty Python and the Holy Grail o quinto maior filme de comédia de todos os tempos. Em 2016, a revista Empire ranqueou o filme em 18º lugar na lista dos 100 melhores filmes britânicos (com A Vida de Brian em 2º lugar), com a justificativa de que "Elvis pediu uma impressão deste clássico de comédia e assistiu cinco vezes. Se é bom o suficiente para o Rei, é bom o suficiente para você".
No site agregador de críticas Rotten Tomatoes, o filme tem uma aprovação de 97% baseado em 76 análises, o consenso do site foi que: "Um clássico cultuado, tão hilário quanto emocionante e ridículo, Monty Python and the Holy Grail não perde nenhum de seu charme excessivamente bobo até os dias de hoje". O Metacritic atribui ao filme uma pontuação 93/100, indicando "aclamação universal" É o filme do grupo melhor avaliado pelos usuários do IMDb, com uma nota média 8,3. O The Guardian deu 5/5 estrelas elogiando a trilha sonora a descrevendo como "tremenda" e também elogiou as sequências de animação de Gilliam.
A Variety que no passado deu uma opinião negativa ao filme, em 2008 fez uma opinião positiva ao filme elogiando sua "maneira extravagante". Apesar de o chamar de superestimado, a The New Republic deu uma opinião positiva o chamando de divertido e brilhante.